# Johan Famaey
Johan Famaey (Lokeren, 4 april 1979) is een hedendaagse Belgische componist, pianist, bespeler van de yangqin (Chinees hakkebord) , organist en dirigent. Hij schrijft vooral pianowerken met orkestrale achtergrondmuziek, aangevuld met symfonische werken en werken voor viool solo en orkest.

## Biografie
Famaey studeerde bij Jenny Stoop orgel aan de SAMW te Lokeren en werd laureaat van Dexia Classics in 1997. Hij vervolmaakte zich in 2002 aan het Lemmensinstituut te Leuven bij hoofddocent Luc Ponet voor orgel en piano als tweede instrument bij docente Veerle Dieltiens. Harmonie studeerde Johan bij Carl Van Eyndhoven en contrapunt bij Hans Vervenne. Daarnaast volgde Johan masterclassen voor improvisatie aan de Altenberg Akademie.
Op 1 juli 2005 vertrok Johan naar Qingdao in China. Johan doceerde kamermuziek aan de Qingdao University Music Conservatory en de faculteit voor muziek aan de Qingdao University for Science and Technology.
In mei 2008 werd Johan organist-titularis van het nieuwgebouwde Jaeger-Brommer kathedraalorgel te Qingdao. In datzelfde jaar voerde Johan samen met het Qingdao Symphony Orchestra in het National Grand Theatre te Peking, de 3e 'Orgelsymfonie' uit van C. Saint-Saens. Johan verzorgde er vele concerten en orgelintroducties en componeerde en arrangeerde muziek voor orgel met de Chinese instrumenten yangqin, pipa, dizi en sheng.
Later vestigde Famaey zich in Hamme te België. 
In 2011 werd zijn liedcyclus Chinese Memories in première gebracht in Lokeren.
In 2019 won hij de Cantabile compositiewedstrijd met zijn werk Dansende IJsbeerwelpen voor piano solo. In datzelfde jaar won hij ook de Verdi Keurmerk compositiewedstrijd met het werk Het Muizenkasteelbal voor klarinet solo. 
Sinds 2023 is hij de muziekdirecteur van het World Piano Day festival in Amuz, Antwerpen. 